# Digitanura quadrilobata
Genre
Espèce
Digitanura quadrilobata, unique représentant du genre Digitanura, est une espèce de collemboles de la famille des Neanuridae.

## Distribution
Cette espèce est endémique de Thaïlande.

## Publication originale
- Deharveng, 1987 : Digitanura quadrilobata gen. n., sp. n. Collembole Neanuridae de Thaïlande. Bulletin & Annales de la Société Royale Belge d'Entomologie, vol. 123, no 4/6, p. 145-151.